# ANIOS
Een arts/apotheker niet in opleiding tot specialist (ANIOS) is in de Nederlandse gezondheidszorg een basisarts of apotheker die verbonden is aan een bepaalde zorginstelling, maar niet in opleiding is voor het specialisme van de betreffende instelling of afdeling. Dit in tegenstelling tot de zogenoemde AIOS (arts/apotheker in opleiding tot specialist).
In januari 2005 werden de namen assistent-geneeskundige in opleiding tot medisch specialist (agio), huisarts in opleiding (haio) en verpleeghuisarts in opleiding (vaio) vervangen door arts in opleiding tot specialist (AIOS).
Analoog werd de term ANIOS geïntroduceerd voor artsen die niet in opleiding zijn, voorheen AGNIO (assistent-geneeskundige niet in opleiding) genoemd.
Na de zesjarige opleiding geneeskunde of farmacie hebben afgestudeerde artsen of apothekers verschillende opties. Ze kunnen in opleiding gaan tot medisch specialist of aan het werk gaan als ANIOS, al dan niet met als uiteindelijk doel om alsnog in opleiding te gaan tot specialist. Voor veel opleidingsplaatsen is enige werkervaring nodig, die de arts/apotheker als ANIOS kan opdoen. Een andere manier om in opleiding tot specialist te komen, is promoveren.
Vergelijkbare constructies bestaan ook in andere landen, hoewel er grote verschillen zijn tussen de opleidingen in verschillende landen. In het Britse stelsel duurt de geneeskundeopleiding bijvoorbeeld vijf jaar – een jaar korter dan de Nederlandse – maar wordt deze gevolgd door een verplicht jaar aan stages (meestal interne geneeskunde en chirurgie). Pas na de volledige zes jaar wordt de definitieve registratie als arts verkregen en kan gewerkt worden als senior house officer (arts niet in opleiding tot specialist).